# Rukn ad-Daula
Rukn ad-Daula (tudományos átiratban Rukn ad-Dawla, arab betűkkel ركن الدولة), eredeti nevén Abu Ali al-Haszan ibn Búja (tudományos átiratban Abū ʿAlī al-Ḥasan ibn Būya, arab betűkkel أبو علي الحسن بن بوية; szül. 894/895 után – Rajj, 976 szeptembere) zsoldosból lett fejedelem, a dajlami származású Buvajhidák hatalmának egyik megalapozója, a dzsibáli emírség megszerzője volt. Két fivérét, a Fárszot megszerző Imád ad-Daulát és a Dél-Mezopotámiában uralkodó Muizz ad-Daulát túlélve sokáig ő volt a család feje, és uralkodása végéig sikerült megakadályoznia, hogy rokonainak ellenségeskedése háborúvá fajuljon.

## A kezdetek
Al-Haszan és testvérei Dajlamban, a Kaszpi-tenger közelében fekvő hegy-völgyes tartományban születtek, ahova csak a 9. század végén tört be igazán az iszlám. Apjuk, Búja ibn Faná-Huszrau alacsony sorban élt: vagy halász, vagy katona volt. (A későbbi buvajhida genealógiák igyekeztek fejedelmi ősöket kimutatni, ami valószínűtlen.) Három fia, ahogy számos honfitársuk ebben az időben, zsoldoskatonának állt. Részt vettek a 920-as évektől zajló, Tabarisztánból végül Észak-Perzsia nagy részére kiterjedő háborúban. Előbb a transzoxániai és horászáni Számánidákat szolgáló Mákán ibn Káki seregében harcoltak, majd ellenfele, a dzsibáli uralmat kialakító Mardávídzs ibn Zijár oldalára álltak annak győzelmét követően. A legidősebb fivér, Ali ibn Búja viszonylag magas rangot ért el Mardávídzs seregében, ezért az 932-ben Karadzs élére nevezte ki adószedőnek. Miután elegendő pénzt és katonát gyűjtött, elhagyta korábbi urát, és Mardávídzs haragja elől dél felé, Fársz tartományba menekült. 934-ben elfoglalta a tartományt; al-Haszant ekkor Kázerun helytartójává nevezte ki.
A tartomány korábbi ura, Jákút megpróbált visszatérni és legyőzte al-Haszant, aki a bátyjához menekült Sirázba. Mardávídzs viszont Jákútot győzte le és elfoglalta a Fárszot nyugatról határoló Huzesztánt, így már két irányból fenyegette a buvajhida uralmat. Ali erre békülékeny gesztusként al-Haszant küldte túszul korábbi parancsolójához. Mardávídzs 935-ös meggyilkolását követően a túsz visszatért fivéréhez, aki csapatokkal látta el, hogy elhódítsa a Fárszot északról határoló Dzsibált Mardávídzs megrendült hatalmú öccsétől, Vusmgír ibn Zijártól. Sikerült is elfoglalnia Iszfahánt, de 939-ben Vusmgír legyőzte, és ismét Sirázban keresett menedéket. 940-ben öccsét, a Huzesztánt meghódító Ahmadot segítve megpróbálta meghódítani a mezopotámiai Vászitot, de Badzskam főemír és ar-Rádi kalifa csapatai elől kénytelen volt visszavonulni.

## Harcok Dzsibálért
Rövidesen ismét bevette Iszfahánt, majd a Vusmgírt kelet felől támadó transzoxániai Számánidákkal szövetkezve tovább folytatta harcát Vusmgír ellen, aki a Kaszpi-tenger mellékére, Gorgánba és Tabarisztánba szorult vissza. Végül 943-ban a Számánidáktól hódította el Rajjt, miáltal egész Dzsibál tartomány az övé lett. Ettől kezdve folyamatos harcban állt a 968-ban elhunyt Vusmgírral, akitől több alkalommal is hiába próbálta meg elhódítani tartományait. 948/949 folyamán északnyugatról, Azerbajdzsán felől is támadás érte, de legyőzte és elfogta a rátámadó muszáfirida emírt, és a néhány évvel később bekövetkező számánida invázióig Azerbajdzsán déli részét is uralma alá tudta hajtani. Előbbieknél sokkal komolyabb veszélyt jelentettek a Számánidák: 944/945 és 950/951 folyamán nagyjából egy-egy évre meg tudták fosztani területeinek nagy részétől, és végül azon az áron tudott csak békét kötni velük 955/956, majd 971/972 folyamán, hogy rendszeres sarcfizetést vállalt.

## A buvajhida család feje
Al-Haszan ibn Búja 946-ban, amikor öccse bevonult Bagdadba és megszerezte a főemíri címet, a Rukn ad-Daula („a dinasztia pillére”) tiszteleti nevet kapta a kalifától. Bátyja, az Izz ad-Daula néven ismert Ali – gyermektelen lévén – al-Haszan legidősebb fiát, Adud ad-Daulát jelölte ki Fársz örökösévé. Ali 949-es halálakor al-Haszan lett az Irán és Mezopotámia nagy részét uraló dinasztia feje, amit a perzsa nagykirályi (sáhánsáh) titulus és az öccsével közösen viselt főemírség jelzett. Uralmának fényét tehetséges vezírje, az őt 30 éven keresztül szolgáló Abu l-Fath Ibn al-Amíd is emelte, aki tehetséges politikus és bőkezű irodalompártoló volt: neki köszönhető, hogy Rukn ad-Daula udvarában tevékenykedett a Abu Hajján at-Tauhídi, a jeles prózaíró és gondolkodó, Abu l-Haszan al-Ámiri, a nagy filozófus, illetve a szintén filozófusként és történetíróként is ismert Miszkavajh, aki Ibn al-Amíd mellett volt titkár.
967-ben Rukn ad-Daula öccse, Muizz ad-Daula is meghalt, Bagdadban pedig a fia, a tehetségtelen és a saját hadvezérével konfliktusba kerülő Izz ad-Daula követte a trónon. Amikor 975-ben a bagdadi török katonaság fellázadt Izz ad-Daula ellen, az rokonaitól kért és kapott segítséget: Adud ad-Daula személyesen érkezett Fárszból, Rukn ad-Daula pedig Ibn al-Amíd vezetésével küldött segélycsapatokat. Adud ad-Daula a törökök legyőzését arra akarta kihasználni, hogy megszerezze unokatestvérének területeit is, apja azonban közbelépett a családi béke megőrzése érdekében, így fia kénytelen volt visszahelyezni trónjára a korábban lemondatott Izz ad-Daulát.

## A trónöröklés rendje
A még mindig megkérdőjelezhetetlen tekintélyt bíró Rukn ad-Daula ekkor már idős volt, Adud ad-Daula pedig igyekezett megerősíteni a pozícióit az apja halálát követő időkre. Ezért miután hazatért Mezopotámiából, találkozót kezdeményezett az apjával Iszfahánban, ahol megkülönböztetett tisztelettel fogadta Rukn ad-Daulát. A 975/976 folyamán tartott találkozón az idős fejedelem elismerte fiát a következő családfőnek – egyúttal két másik gyermekét, Fahr ad-Daulát és Muajjid ad-Daulát is rávette, hogy így tegyen. Saját, dzsibáli fejedelemségét egyébként felosztotta kettejük között: előbbi örökölte az északi és keleti részt Rajj és Iszfahán, utóbbi pedig a nyugatit Hamadán és Kermánsáh központtal. Nem sokkal ezt követően, 976 szeptemberében elhunyt a Buvajhidák dinasztiát megalapító három fivér legtovább élő tagja. Halálát követően fiai polgárháborúba kezdtek, melynek során Adud ad-Daula meghódította Mezopotámiát és Muajjid ad-Daulával szövetkezve elűzték Fahr ad-Daulát, aki azonban fivéreit túlélve utóbb egész Dzsibált megörökölte.